# Данилевич Василь Юхимович
Василь Юхимович Данилевич (*28 січня (9 лютого) 1872, Курськ — †15 листопада 1936 р., Київ) — український історик, археолог, нумізмат, музеєзнавець. Учень В. Антоновича.

## Життєпис

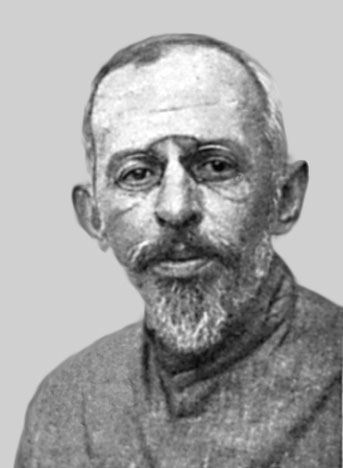
Василь Данилевич

Народився 28 січня (9 лютого) 1872 року у Курську в дворянській родині.
У 1895 році закінчив історичне відділення історико-філологічного факультету Київського університету. Викладав у гімназіях міст Баку (1896–1897), Дерпта (нині Тарту; 1897–1900), Ревеля (нині Таллінн; 1900–1901), Харкова (1902–1907) та в Харківському (1903–1907), Київському (1907–1915) і Варшавському (1915–1918) університетах. Викладач Київських Вищих жіночих курсів та Вищих жіночих курсів М. Довнар-Запольського (загально-освітніх та історико-філологічних) у Києві (у 1907—1915 рр.).
Був членом
- Київського товариства старожитностей і мистецтв,
- Київського товариства охорони пам'ятників старовини та мистецтва,
- Українського наукового товариства в Києві,
- Берлінського товариства передісторичних дослідів,
- Харківського історико-філологічного товариства,
- Історичного товариства Нестора-літописця.

1917 року в Ростові-на-Дону, куди було евакуйовано Варшавський університет, став активним учасником і організатором українського руху; очолював місцеву організацію УСДРП.
В 1918–1920 роках — професор Українського державного університету в Києві, у 1920–1931 роках — Київського інституту народної освіти. В 1930-ті роки викладав в Інституті червоної професури при ВУЦВК (1931) та Київському університеті.
З 1919 року — член бібліотечної колегії Наркомосу УСРР та комітету для заснування Всенародної бібліотеки України. З 1920 року — голова колегії Головного архівного управління Наркомосу УСРР.
Від 1919 року працював у ВУАН:
- 1919—1920 роки — член Постійної комісії для складання словника живої української мови;
- 1919—1930 роки — член Постійної комісії для складання біографічного словника діячів України;
- 1924—1929 роки — дійсний член Науково-дослідної кафедри історії України при ВУАН у Києві, очолюваної М. Грушевським.

У жовтні 1921 брав участь у Першому Всеукраїнському Церковному Соборі, який підтвердив автокефалію Української автокефальної православної церкви.
Проводив археологічні розкопки на Київщині, Харківщині, Чернігівщині та в інших місцях. Автор понад 100 наукових праць з історії та археології України, історії Білорусі, генеалогії козацької старшини, історіографії.

Могила Василя Данилевича

Помер 15 листопада 1936 року у Києві. Похований на Лук'янівському цвинтарі (ділянка № 25, ряд 3, місце 14).
Архів Данилевича зберігається в Інституті рукопису НБУВ.

## Музейна справа
Брав участь у роботі декількох українських музеїв. Працював на посаді зберігача Етнографічного музею Харківського історико-філологічного товариства. Потім переїхав до Києва, де брав участь у роботі Київського художньо-промислового та наукового музею, Музею старожитностей Музею старожитностей Київського університету, а також заснував Археологічний музей Вищих жіночих курсів у Києві.

## Твори
- (рос.)Очерк истории Полоцкой земли до конца XIV ст. К., 1896;
- (рос.)Заметки по русской доисторической керамике. «Археологическая летопись Южной России», 1903, ч. 5;
- (рос.)Карта монетных кладов и находок отдельных монет Харьковской губ. // Труды XII Археологического съезда в Харькове. М., 1905. Т. 1. С. 314—410;
- Археологічна минувшина Київщини. К., 1925.
- Проф. В. Б. Антонович та  Археологічний музей І. Н. О. // Син України: Володимир Боніфатійович Антонович: у 3 т. : Т. 2. — К., 1997. — С. 379—390.
- (рос.)Музей изящных искусств и древностей при Харьковском университете (1805—1905) // Учебные общества и учебно-вспомогательные

учреждения Харьковского университета (1805—1905) / под ред. Д. И. Багалея, И. П. Осипова. — Харьков, 1911. — С. 52-68.
- (рос.)Этнографический музей / // Учебные общества и учебно-вспомагательные учреждения Харьковского университета (1805—1905)

/ под ред. Д. И. Багалея, И. П. Осипова. — Харьков, 1911. — С. 132—140.